# 10546 Наканомакото
10546 Наканомакото (10546 Nakanomakoto) — астероїд головного поясу, відкритий 28 березня 1992 року.
Тіссеранів параметр щодо Юпітера — 3,589.
Названо на честь Накано Макото (яп. なかの・まこと(仲野誠) накано макото)